# Hämnden (seriealbum)
Hämnden är ett seriealbum om pälsjägaren Buddy Longway. Utgiven i original 1982 och på svenska 1982. Svensk text av Rolf Lindby.

## Handling
Buddy Longways hustru Chinook har en hemsk mardröm om att hon och Buddy blir åtskilda under lång, lång tid. Dagen därpå kommer den gamle Cesar och behöver hjälp. Hans barnbarn Katia och Mikael har gift sig, men Mikael hade inte pengar att försörja dem. Därför hade han gett sig iväg för att leta guld, men lovat att komma tillbaka innan deras barn skulle födas. Katia födde deras dotter för två månader sedan utan att Mikael kommit tillbaka. Cesar ber Buddy om hjälp att hitta Katia som gav sig av för att leta efter Mikael tillsammans med det nyfödda barnet.
Buddy och Cesar rider till Enögde Slim och det visar sig att han hittat en hungrig och utmattad Katia med den nyfödda i skogen och gett dem skydd i sin stuga.
Men Katia är övertygad om att det hänt Mikael någonting. Och Enögde Slim berättar om Bear Town och de typer som sökt sig dit. Buddy fortsätter till Bear Town tillsammans med Jeremias, som ansluter lagom till den första snön.
I Bear Town stöter de ihop med Curly som äger ett hotell tillsammans med Kitty. De har inte träffat Mikael, men bjuder dem att bo på hotellet så längde de vill.
De börjar fråga runt efter Mikael och kommer så småningom till familjen MacKenzie. Pappan i familjen är enögd och djupt religiös. De får veta att han hittat Mikael död och begravit honom. De sover över där, men Buddys häst Darky är orolig.
Dagen därpå kommer MacKenzies dotter till hotellet och söker jobb som servitris, men pappa MacKenzie dyker snart upp och är rasande, men blir utslängd. Buddy kommer ihåg att Darky var orolig när de var hos MacKenzie, och det är Mikael som fött upp hästen. Jeremias och Buddy återvänder i hemlighet till MacKenzie och smyger in i gruvan. Där hålls Mikael fången.
Men MacKenzie har sett dem och överraskar dem. Gruvan var ursprungligen Mikaels, men när han inte ville sälja tog MacKenzie den med våld. Som staff för att Mikael förstörde hans öga i tumultet tänker han föra ut Mikael när solen är som starkast för att göra honom blind.
I sista minuten dyker Curly upp räddar dem. MacKenzies dotter berättade för Kitty. I tumultet faller Jeremias och bryter benet. Jeremias får stanna kvar på hotellet resten av vintern, medan Buddy och Mikael återvänder hem.

## Gästspel
På väg mot Bear Town möter Buddy Jim McClure, en välkänd figur från seriealbumen Blueberrys äventyr. De båda serierna utspelar sig under samma tid och i samma miljö, så gästspelet är inte utstickande.

## Återkommande karaktärer
- Cesar
- Mikael Cooper
- Katia Cooper
- Enögde Slim
- Curly